# Punta Palermo
Punta Palermo är en udde i Antarktis. Den ligger i Västantarktis. Argentina, Chile och Storbritannien gör anspråk på området.
Terrängen inåt land är huvudsakligen kuperad, men norrut är den platt. Havet är nära Punta Palermo åt nordost. Trakten är obefolkad. 